# SMS Thetis (1900)
SMS Thetis (Корабль Его Величества «Тетис») — бронепалубный крейсер типа «Газелле» военно-морского флота Германской империи, четвёртый корабль серии из десяти крейсеров. Заложен в 1899 году на имперской верфи (Kaiserliche Werft Danzig) в г. Данциг, спущен на воду в июле 1900 года, вошёл в состав Флота открытого моря в сентябре 1901 года. Главный калибр крейсера составляли десять 105-мм орудий, минно-торпедное вооружение было представлено двумя 450-мм торпедными аппаратами. Крейсер мог развивать скорость в 21,5 узлов (39,8 км/ч).
В мирное время корабль действовал в составе разведывательных сил Флота открытого моря. После начала Первой мировой войны переведён на Балтику в качестве корабля береговой обороны, активно участвовал в операциях против русского флота. В апреле-мае 1915 года поддерживал немецкое наступление на Либаву. В ходе наступления на Рижский залив подорвался на минах. Несколько раз становился целью подводных лодок стран Антанты, однако избежал попаданий. В 1917 году был отозван с боевой службы, после чего использовался как учебно-артиллерийский корабль. Пережил конец войны и в 1920-х годах служил в составе флота Веймарской республики. 29 марта 1929 года был исключён из состава флота и в следующем году разобран на металл.

## Конструкция
Бронепалубный крейсер «Тетис» был заказан имперской верфи в Данциге в 1899 году под контрактным именем «С». 3 июля 1900 года корабль спустили на воду, после чего на нём начались достроечные работы. 14 сентября 1901 года крейсер вошёл в состав Флота открытого моря. Наибольшая длина крейсера составила 105,1 м, ширина — 12,2 м, осадка носом — 4,92 м. Полное водоизмещение крейсера составило 3.017 т.
Главная энергетическая установка крейсера состояла из двух паровых машин тройного расширения, построенных фирмой Germaniawerft. Паровые машины развивали мощность 8000 л. с. (на валу), благодаря чему корабль мог развить максимальную скорость в 21,5 узла (39,8 км/ч). Пар для паровых машин вырабатывали девять водотрубных паровых котлов военно-морского типа, топливом для которых служил уголь. Максимальный запас угля, равный 560 т, обеспечивал дальность плавания 3560 морских миль (6590 км) на ходу 10 узлов (19 км/ч). Экипаж крейсера состоял из 14 офицеров и 243 матросов.
Вооружение крейсера составляли десять орудий SK L/40 калибра 105-мм в одиночных установках. Два орудия были размещены бок о бок на носу, шесть орудий были установлены вдоль бортов (по три на каждом борту), и ещё два — бок о бок на корме. Общий боезапас всех орудий составлял 1000 выстрелов (по 100 выстрелов на орудие). Максимальная дальность стрельбы — 12 200 м. Помимо артиллерийского вооружения крейсер нёс два 450-мм подводных торпедных аппарата с боезапасом по пять торпед на аппарат. Корабль был защищён бронированной палубой толщиной от 20 до 25 мм. Толщина стен боевой рубки составляла 80 мм, орудия были защищены броневыми щитами толщиной 50 мм.

## Служба
После ввода в строй крейсер «Тетис» вошёл в состав разведывательных сил Флота открытого моря, где и прослужил до начавшейся в августе 1914 года Первой мировой войны. После начала войны устаревший к тому времени корабль было решено использовать для решения задач береговой обороны.
В начале мая 1915 года Центральные державы начали наступление в районе Горлице-Тарнув. Крайний левый фланг германской армии получил приказ провести 27 апреля отвлекающий удар по позициям русских войск. «Тетис» вошёл в состав военно-морских сил, призванных обеспечить поддержку операции с моря. В первый день наступления крейсера «Тетис» и «Любек» обстреляли Либаву. Десять дней спустя армейское командование подготовилось к захвату Либавы и запросило флот о поддержке с моря. «Тетис» вместе с другими крейсерами и миноносцами оказывал поддержку штурмовавшим город войскам и патрулировал прибрежные воды, чтобы пресечь возможное вмешательство русского флота.
14 мая 1915 года крейсер «Тетис» взял на буксир подводную лодку U-4 у о. Богскор в Финском заливе. Русская подлодка «Дракон» атаковала германские корабли, выпустив три торпеды по крейсеру «Тетис» и четвёртую — в U-4, однако ни одна из них не поразила цель.
Германское командование приступило к подготовке дальнейших наступательных операций на Балтике с недавно захваченной базы в Либаве. 3 июня «Тетис», 4 миноносца и гидросамолёт попытались прорваться через Ирбенский пролив в Рижский залив, где должны были поставить минное поле. Русские и британские подлодки перехватили германскую эскадру в проливе. Подводная лодка «Окунь» попыталась занять позицию для атаки крейсера «Тетис», но с одного из миноносцев заметили её перископ и вынудили подлодку отступить. 5 июня британская подводная лодка Е9 застала «Тетис» врасплох в то время, когда он принимал уголь с угольщика SS Dora Hugo Stinnes. Е9 выпустила веер торпед по двум кораблям. Торпеда, выпущенная по «Тетису», прошла мимо цели, однако угольщик и миноносец S-148 получили попадания. Угольщик затонул, но миноносец смог дойти до порта.
В августе крейсер «Тетис» вошёл в состав соединения, которое получило приказ прорваться в Рижский залив для поддержки германской армии, наступавшей на город. 8 августа немцы предприняли первую попытку пройти через Ирбенский пролив, в ходе которой крейсер «Тетис» и миноносец S-144 подорвались на минах. Крейсер «Тетис» был отбуксирован в Виндаву. Попытка прорыва была сорвана упорным сопротивлением русских сил, после чего операция была отложена.
В 1917 году крейсер «Тетис» получил девять более современных 105-мм орудий с длиной ствола 45 калибров в установках, применявшихся в подводном флоте, после чего служил в качестве учебно-артиллерийского корабля.
После поражения Германии в войне «Тетис» вошёл в число тех шести лёгких крейсеров, которые были разрешены ей Версальским договором. В 1920-х годах крейсер «Тетис» служил в рядах новоорганизованного флота Веймарской республики (Рейхсмарине). В 1922 году корабль был приписан к резервной эскадре на балтийской базе вместе с броненосцами «Гессен», «Шлезвиг-Голштейн» и крейсером «Берлин». 27 марта 1929 года крейсер «Тетис» был исключён из списков флота и вместе с миноносцами V1 и V6 продан компании «Блом унд Фосс», общая сумма сделки составила 351 тыс. рейхсмарок. На следующий год корабль был разделан на металл в Гамбурге.